# Liste von Mühlen im Weißeritztal
Die Liste von Mühlen im Weißeritztal gibt eine Übersicht über die historischen Wassermühlen in den Weißeritztälern im Osterzgebirge unabhängig davon, ob sie noch existieren oder bereits verfallen und abgerissen sind. Es wurden etwa 100 Mühlenstandorte an der  Roten Weißeritz und der  Wilden Weißeritz sowie an der  vereinigten Weißeritz erfasst. Im Jahr 1902 gab es etwa 48 Mühlen im Einzugsgebiet der Wilden Weißeritz.
Viele Mühlen existieren nicht mehr, einige sind umgebaut und dienen anderen Zwecken.
Bei Mühlen, die unter Denkmalschutz stehen, kann über die ID-Nummer der jeweilige Denkmaltext aus der sächsischen Denkmalliste aufgerufen werden. Die historische Bedeutung der Mühlen als Einzeldenkmale ergibt sich aus dem Denkmaltext des Landesamts für Denkmalpflege Sachsen.

## Legende
- Bild: zeigt ein Bild der Mühle und gegebenenfalls zusätzlich einen Link zu weiteren Fotos im Medienarchiv Wikimedia Commons.
- Bezeichnung: Name der Mühle und gegebenenfalls Bauwerksname des Kulturdenkmals
- Lage: Ortsteil bzw. Gemarkung sowie Straßenname und Hausnummer. Der Link Karte führt zur Kartendarstellung.
- Datierung: gibt das Jahr der Fertigstellung oder den Zeitraum der Errichtung an.
- Beschreibung: Angabe baulicher und geschichtlicher Einzelheiten, von Denkmaleigenschaften sowie ehemaligen Besitzern oder Bewohnern der Mühle
- ID: Falls die Mühle ein Kulturdenkmal ist, ist hier die ID-Nr. des Landesamts für Denkmalpflege Sachsen angegeben. Ein ggf. vorhandenes Icon  führt zu den Angaben bei Wikidata.

## Liste von Mühlen an der Roten Weißeritz
Die Liste ist entsprechend der örtlichen Lage an den Flussläufen von der Quelle zur Mündung gegliedert.
| Bild                                    | Bezeichnung                                | Lage                                                    | Datierung         | Beschreibung | ID                       |
| --------------------------------------- | ------------------------------------------ | ------------------------------------------------------- | ----------------- | --- | ------------------------ |
| Weitere Bilder                          | Schellermühle Schellerhau                  | Schellerhau, Schellermühlenweg 15 (Karte)               | 1826              | ehem. Mühle am linken Ufer der Roten Weißeritz; Gebäude der Schellermühle oder Buschmühle am Buschmühlenweg; Wohnstallhaus; Obergeschoss Fachwerk, baugeschichtlich und ortsgeschichtlich von Bedeutung. | 09277832                 |
|                                         | Riedelmühle Waldbärenburg                  | Waldbärenburg, Alte Hauptstraße 4 (Karte)               | 1855              | ehem. Schneide- und Sägemühle am rechten Ufer der Roten Weißeritz, jetzt Hotel und Gasthaus | Wikidata-Objekt anzeigen |
| Weitere Bilder                          | Schäfermühle Waldbärenburg                 | Waldbärenburg, Alte Hauptstraße 14 (Karte)              |                   | ehem. Schäfermühle Waldbärenburg, später Kurhaus, Hotel und Pension |                          |
|                                         | Bärenfelser Mühle oder Lorenzmühle         | Bärenfels, Altenberger Straße 45 (Karte)                |                   | ehem. Lorenzmühle oder Bärenfelser Mühle am linken Ufer der Weißeritz |                          |
|                                         | Forstmühle Bärenfels                       | Bärenfels, Altenberger Straße                           |                   | ehem. Forstmühle am linken Ufer der Weißeritz, genaue Lage unklar |                          |
|                                         | Kipsdorfer Mühle                           | Kipsdorf                                                |                   | ehem. Kipsdorfer Mühle am linken Ufer der Weißeritz, genaue Lage unklar |                          |
| Weitere Bilder                          | Putzmühle oder Schichtmühle Schellerhau    | Schmiedeberg, Oberpöbel 8 (Karte)                       | nach 1800         | ehem. Mühle, Putzmühle im Pöbelbachtal. Wohnmühlenhaus und Reste des Wasserbaues; Wohnhaus Obergeschoss Fachwerk, baugeschichtlich und ortsgeschichtlich von Bedeutung. | 09278090                 |
|                                         | Sägemühle Oberpöbel                        | Schmiedeberg, Oberpöbel 1 (Karte)                       |                   | ehem. Mühle, Sägemühle im Pöbelbachtal |                          |
| Weitere Bilder                          | Wahlsmühle Niederpöbel                     | Schmiedeberg, Niederpöbel 37 (Karte)                    |                   | ehem. Mühle, Wahlsmühle im Pöbelbachtal, jetzt Schullandheim | Wikidata-Objekt anzeigen |
| Weitere Bilder                          | Buschmühle Schmiedeberg                    | Schmiedeberg, Altenberger Straße 70; 71; 72; 74 (Karte) | 2. Hälfte 19. Jh. | ehem. Mühle am rechten Ufer der Weißeritz Mühlenanwesen mit Mühlengebäude (mit Anbau), zwei Wohnhäusern und einer Scheune; ortshistorisch relevant, war einst auch Gasthaus, ortsgeschichtlich und technikgeschichtlich von Bedeutung. | 09278060                 |
|                                         | Hofemühle Schmiedeberg                     | Schmiedeberg, Schenkgasse (Karte)                       |                   | ehem. Mühle; Hofemühle Schmiedeberg am linken Ufer der Weißeritz, genaue Lage unklar |                          |
|                                         | Niedermühle oder Eisenmühle Schmiedeberg   | Schmiedeberg, Lutherplatz 2c (Karte)                    |                   | ehem. Mühle; Niedermühle oder Eisenmühle Schmiedeberg am linken Ufer der Weißeritz, heutiges Hammerhaus |                          |
| Weitere Bilder                          | Klappermühle Obercarsdorf                  | Obercarsdorf, Dresdner Landstraße 131 (Karte)           | um 1870           | ehem. Klappermühle am linken Ufer der Weißeritz; Mühlengebäude; u. a. ortshistorisch von Bedeutung. | 09277354                 |
|                                         | Obermühle Obercarsdorf                     | Obercarsdorf (Karte)                                    | um 1870           | ehem. Obermühle Obercarsdorf am linken Ufer der Weißeritz, genaue Lage unklar |                          |
|                                         | Dorfmühle Obercarsdorf                     | Obercarsdorf, Dorfstraße (Karte)                        |                   | ehem. Dorfmühle Obercarsdorf am linken Ufer der Weißeritz, genaue Lage unklar |                          |
|                                         | Niedermühle Obercarsdorf                   | Obercarsdorf, Weißeritzweg (Karte)                      |                   | ehem. Mühle; Niedermühle Obercarsdorf am linken Ufer der Weißeritz, genaue Lage unklar |                          |
|                                         | Frankenmühle oder Brettmühle Ulberndorf    | Ulberndorf, Ulberndorfer Straße 25 (Karte)              |                   | ehem. Frankenmühle am rechten Ufer der Weißeritz |                          |
|                                         | Obermühle Ulberndorf                       | Obercarsdorf, Weißeritzweg 1 (Karte)                    |                   | ehem. Obermühle am linken Ufer der Weißeritz |                          |
|                                         | Dorfmühle Ulberndorf                       | Ulberndorf, Ulberndorfer Straße (Karte)                 |                   | ehem. Dorfmühle am rechten Ufer der Weißeritz, genaue Lage unklar |                          |
|                                         | Niedermühle Ulberndorf                     | Ulberndorf, Ulberndorfer Straße 9 (Karte)               |                   | ehem. Mühle am rechten Ufer der Weißeritz |                          |
| Direkt Bild zu diesem Denkmal hochladen | Oppeltmühle Ulberndorf                     | Ulberndorf                                              |                   | ehem. Mühle, genaue Lage unklar |                          |
|                                         | Graupenmühle Dippoldiswalde                | Dippoldiswalde (Karte)                                  |                   | ehem. Graupenmühle am linken Ufer der Weißeritz, später Pneumant-Hydraulik Werk Dippoldiswalde |                          |
| Weitere Bilder                          | Pflugmühle oder Hafermühle Dippoldiswalde  | Dippoldiswalde, Alte Altenberger Straße 57 (Karte)      | um 1850           | Mühlenkomplex bestehend aus Wohn- und Mühlengebäuden mit teilweise erhaltener Technik und Resten des Mühlgrabens; Mühle erbaut um 1850, stillgelegt 1991, als Mühlenstandort seit dem 16. Jh. bekannt, traufständiges Produktionsgebäude (1913 umgebaut) mit Pflug-Emblem am Giebel, überregional bekanntes Produkt, ortsgeschichtlich, baugeschichtlich und technikgeschichtlich von Bedeutung. | 08963013                 |
|                                         | Lohmühle oder Schindelmühle Dippoldiswalde | Dippoldiswalde, Eichleite (Karte)                       |                   | ehem. Schindelmühle Dippoldiswalde am rechten Ufer der Weißeritz, 1987 abgerissen, genaue Lage unklar |                          |
|                                         | Walkmühle oder Mendenmühle Dippoldiswalde  | Dippoldiswalde, Alte Altenberger Straße (Karte)         |                   | ehem. Mühle am rechten Ufer der Weißeritz; Walk- oder Mendenmühle Dippoldiswalde (zuvor Lohmühle), genaue Lage unklar |                          |
|                                         | Wetzelmühle Dippoldiswalde                 | Dippoldiswalde                                          |                   | ehem. Mühle am rechten Ufer der Weißeritz, genaue Lage unklar |                          |
|                                         | Obere Stadtmühle Dippoldiswalde            | Dippoldiswalde (Karte)                                  |                   | ehem. Mühle am linken Ufer der Weißeritz, genaue Lage unklar |                          |
| Weitere Bilder                          | Ratsmühle Dippoldiswalde                   | Dippoldiswalde, Weißeritzstraße 1 (Karte)               | um 1890           | ehem. Ratsmühle Dippoldiswalde am rechten Ufer der Weißeritz; Mühlenanlage mit Mühlen- und Speichergebäude mit Seitenflügeln (u. a. Wohnmühlenhaus), weiteres Produktionsbau und Seitengebäude sowie Mühlgraben; fünfstöckiges Mühlen- und Speichergebäude mit zwei zweistöckigen Seitenflügeln (u. a. Wohnmühlenhaus), weiterer Produktionsbau mit betonter Mittelachse, Fachwerk-Seitengebäude, Anlage von baugeschichtlicher und ortsgeschichtlicher Bedeutung. | 08962966                 |
|                                         | Gattermühle Dippoldiswalde                 | Dippoldiswalde                                          |                   | ehem. Gattermühle Dippoldiswalde am rechten Ufer der Weißeritz, genaue Lage unklar |                          |
|                                         | Rupprechtsmühle Dippoldiswalde             | Dippoldiswalde                                          |                   | ehem. Rupprechtsmühle am rechten Ufer der Weißeritz, genaue Lage unklar |                          |
|                                         | Beyermühle Dippoldiswalde                  | Dippoldiswalde                                          |                   | ehem. Beyermühle am rechten Ufer der Weißeritz |                          |
| Direkt Bild zu diesem Denkmal hochladen | Trumpler-Mühle Reichstädt                  | Reichstädt, Hauptstraße 92 (Karte)                      |                   | ehem. Trumpler-Mühle Reichstädt am Reichstädter Bach |                          |
| Direkt Bild zu diesem Denkmal hochladen | Buschmühle Reichstädt                      | Reichstädt, Hauptstraße 129 (Karte)                     | um 1800           | ehem. Buschmühle Reichstädt am Reichstädter Bach; Mühlenanwesen – ortshistorisch bedeutend, massiver Baukörper mit Sandsteingewänden, am Wohnhaus schmales Korbbogentürgewände, Giebel verkleidet, am Betriebsgebäude Anbau mit Schleppdach, Satteldach, heute Sägemühle. | 08963110                 |
| Weitere Bilder                          | Hofmühle Reichstädt                        | Reichstädt, Talstraße 10 (Karte)                        | 1841              | ehem. Hofmühle oder Ehrlichmühle Reichstädt am Reichstädter Bach; Mühlenanwesen mit Inschrifttafel; Obergeschoss Fachwerk, baugeschichtlich und ortsgeschichtlich von Bedeutung. Erdgeschoss massiv, Sandsteingewände profiliert, über den Türen gerade Verdachungen, einige Fenster mit ursprünglicher Sprossung, Eckquaderung, zum Wirtschaftsteil Stützpfeiler, Obergeschoss in ursprünglicher Gliederung, Krüppelwalmdach, verschiefert, durch die Länge des Baukörpers und die flachen Rundbogennischen aus Sandstein über den Fenstern im Ortsbild singulär. | 08963137                 |
|                                         | Grundmühle Paulsdorf                       | Paulsdorf                                               |                   | ehem. Grundmühle am linken Ufer der Weißeritz, im Stauraum der Talsperre Malter, um 1912 abgerissen, genaue Lage unklar |                          |
| Weitere Bilder                          | Rote Mühle Malter                          | Malter (Karte)                                          |                   | ehem. Mühle am rechten Ufer der Weißeritz; im Stauraum der Talsperre Malter, um 1912 abgerissen, genaue Lage unklar |                          |
|                                         | Maltermühle Malter                         | Paulsdorf                                               |                   | ehem. Maltermühle am linken Ufer der Weißeritz, im Stauraum der Talsperre Malter, um 1912 abgerissen, genaue Lage unklar |                          |
|                                         | Obermühle oder Brettmühle Seifersdorf      | Seifersdorf                                             |                   | ehem. Brettmühle Seifersdorf am linken Ufer der Weißeritz, beim Bau der Talsperre Malter zerstört, genaue Lage unklar |                          |
| Direkt Bild zu diesem Denkmal hochladen | Knochenmühle Seifersdorf                   | Seifersdorf                                             |                   | ehem. Mühle; Knochenmühle Seifersdorf, 1887 geschleift, genaue Lage unklar |                          |
| Direkt Bild zu diesem Denkmal hochladen | Ölmühle Seifersdorf                        | Seifersdorf, Wasserwerkweg 4 (Karte)                    |                   | ehem. Mühle; Ölmühle (Seifersdorf), 1899 geschleift, heute Elektrizitätsschauwerk |                          |
| Weitere Bilder                          | Sägemühle Tietze & Legler Seifersdorf      | Seifersdorf (Karte)                                     |                   | ehem. Sägemühle und Stuhlfabrik, ab 1897 Sägemühle Tietze & Legler |                          |
| Weitere Bilder                          | Seifersdorfer Mühle                        | Seifersdorf (Karte)                                     |                   | ehem. Dorfmühle Seifersdorf am linken Ufer der Weißeritz, 1501 erstmals erwähnt, sie besaß 4 Mühlgänge und war Mahl-, Öl- und Brettmühle. Neben der Mühle entstand Anfang des 20. Jahrhunderts ein großes Fabrikgebäude zur Kisten und Möbelherstellung. Die Mühle wurde abgetragen. Teile des Mühlgrabens sind noch vorhanden. Der hintere Teil des Mühlengeländes (ehem. Stuhlfabrik) steht leer und zeigt fortschreitenden Verfall. | Wikidata-Objekt anzeigen |
|                                         | Felsenmühle oder Korkmühle Spechtritz      | Spechtritz (Karte)                                      |                   | ehem. Felsenmühle, auch Korkmühle genannt, 1900 als Knochenmühle erbaut, ab 1929 von der „Vereinigten Korkindustrie“ als Korkmühle genutzt, 2008 abgerissen, genaue Lage unklar |                          |
| Weitere Bilder                          | Spechtritzer Mühle                         | Spechtritz (Karte)                                      |                   | ehem. Spechtritzmühle am rechten Ufer der Weißeritz, erstmals 1562 als Getreidemühle und Brettschneidemühle erwähnt, wahrscheinlich existierte die Mühle schon länger und gehörte ursprünglich zum Besitz der Herrschaft auf Burg Rabenau bzw. dem Vorwerk Oelsa. Um 1880 wurde der Mühlbetrieb eingestellt und ein Gaststättenbetrieb begonnen. Nach den Weltkriegen begann der Niedergang, bis 1990 bewirtschaftet und 2009 abgerissen, genaue Lage unklar. |                          |
|                                         | Schweizermühle im Rabenauer Grund          | Rabenau (Karte)                                         |                   | ehem. Schweizer Mühle im Rabenauer Grund - Vorläuferbau der heutigen Rabenauer Mühle, genaue Lage unklar bzw. |                          |
| Weitere Bilder                          | Rabenauer Mühle                            | Rabenau, Bahnhofstraße 23 (Karte)                       | 1868              | Rabenauer Mühle am linken Ufer der Weißeritz, heute Hotel und Gasthof. Drei Gebäude einer zum Gasthof umgebauten Mühle und ehemaliger Tanzsaal südöstlich der Bahnhofstraße und der Mühle an der Roten Weißeritz; Wohn- und Haupt-Nebengebäude im Schweizerstil (regionale Besonderheit: preußisches Fachwerk), massives ehemaliges Turbinengebäude, einzeln stehender Tanzsaal Backsteingebäude mit typischer hölzerner Giebelverzierung, altberühmtes Ausflugslokal, Denkmal von technikhistorischer, architektonischer, ortshistorischer und tourismusgeschichtlicher Relevanz. | 08963276                 |
| Weitere Bilder                          | Walzenmühle Coßmannsdorf                   | Coßmannsdorf, Somsdorfer Straße 4; 4a (Karte)           | nach 1948         | ehem. Walzenmühle; früher auch Mittagsmühle (benannt nach dem Besitzer Johann Karl Christian Mittag), Somsdorfer Mühle oder Coßmannsdorfer Mühle genannt, Mühlenkontor von 1784, das Speicherhaus im 19. Jhdt. errichtet. Die Walzenmühle wurde im Jahr 1938 zu einer modernen Mühlenanlage umgebaut, seit Ende 2012 wird das Gebäudeensemble als Wohnanlage genutzt. Hofartiges Gebäudeensemble einer früheren Mühle, bestehend aus dem zur Straße giebelständigen Wohnhaus, dem 1948 nach einem Brand neu errichteten viergeschossigen Mühlengebäude, dem sich in östlicher Richtung anschließenden Speicher, dem in westlicher Richtung angeordneten dreigeschossigen Mehlspeicher und dem Obermüllerwohnhaus (Nr. 4a), einschließlich der vorhandenen mühlentechnischen Ausstattung (Walzenstühle, Transmission) und der wassertechnischen Anlagen (Mühlgraben, Turbine, Wehr) - bedeutender kleinerer Industriemühlen-Komplex, der anhand verschiedener Bauepochen die mühlentechnische Entwicklung erkennen lässt. | 08963902                 |

## Liste von Mühlen an der Wilden Weißeritz
Die Liste ist entsprechend der örtlichen Lage an den Flussläufen von der Quelle zur Mündung gegliedert.
| Bild                                    | Bezeichnung                             | Lage                                          | Datierung          | Beschreibung | ID                       |
| --------------------------------------- | --------------------------------------- | --------------------------------------------- | ------------------ | --- | ------------------------ |
|                                         | Böhmische Brettmühle                    | Neustadt (Karte)                              |                    | ehem. Mühle, genaue Lage unklar |                          |
|                                         | Kalkofener Mühle                        | Kalkofen (Karte)                              |                    | ehem. Kalkofener Mühle an der Wilden Weißeritz (Divoká Bystřice) in der zerstörten kleinen Siedlung Kalkofen (Vápenice bei Mikulov), Mahlmühle und Brettsäge, später Sägewerk mit zwei Mühlteichen, genaue Lage unklar |                          |
|                                         | Forstmühle Rehefeld                     | Rehefeld, Talstraße 13 (Karte)                |                    | ehem. Forstmühle Rehefeld, später Gasthof Mühle, jetzt Gasthof Pension Weisseritztal |                          |
|                                         | Tannenmühle Rehefeld                    | Rehefeld, Talstraße 25 (Karte)                |                    | ehem. Tannenmühle oder Herklotzmühle Rehefeld, jetzt Wohnhaus |                          |
| Weitere Bilder                          | Herklotzmühle Seyde                     | Seyde, Rehefelder Straße 1 (Karte)            |                    | ehem. Schneidemühle Seyde, Sägewerk Herklotz, am linken Ufer der Weißeritz, benannt nach dem Besitzer Bernhard Herklotz (1925); Technik der Herklotzmühle; technikgeschichtlich von Bedeutung, jetzt Sägewerksmuseum. Der Mühlgraben der Herklotzmühle zweigt oberhalb der Alten Zinnbrücke von der Weißeritz ab. Bereits Anfang des 17. Jahrhunderts erbaut, war sie eine der wenigen gut erhaltenen und funktionstüchtigen Schneidemühlen im Erzgebirge bis zur Stilllegung 1992. Das angelieferte Holz wurde zu Balken, Brettern, Kisten, Dachschindeln verarbeitet. Über das oberschlächtige Wasserrad mit 4,50 m Durchmesser wurden das Herkules-Sägegatter und über Transmission weitere Maschinen angetrieben. Bei guter Wasserführung war über das Rad eine Leistung bis 25 PS möglich. | 09278027                 |
|                                         | Frischbornmühle Seyde                   | Seyde (Karte)                                 |                    | ehem. Mühle, genaue Lage unklar |                          |
|                                         | Seyder Mühle                            | Seyde, Am Mühlgraben (Karte)                  |                    | ehem. Mühle am linken Ufer der Weißeritz, abgerissen, genaue Lage unklar |                          |
| Weitere Bilder                          | Kempemühle Schönfeld                    | Schönfeld, Bierweg 96 (Karte)                 |                    | ehem. Kempemühle oder Kempenmühle am rechten Ufer der Weißeritz; technische Ausstattung der Mühle (Sägegatter, Wasserrad, Transmission) unter Denkmalschutz; technikgeschichtlich von Bedeutung. | 09301701                 |
| Weitere Bilder                          | Essigmühle                              | Hermsdorf/Erzgeb., Weißbachtal 1 (Karte)      |                    | ehem. Mühle, im Weißbachtal |                          |
|                                         | Kirstenmühle Rehefeld                   | Rehefeld (Karte)                              |                    | ehem. Mühle am linken Ufer der Weißeritz; Kirstenmühle: 1971 abgerissen, genaue Lage unklar |                          |
|                                         | Obermühle Schönfeld                     | Schönfeld (Karte)                             |                    | ehem. Mühle; Obermühle Schönfeld am rechten Ufer der Weißeritz, genaue Lage unklar |                          |
| Weitere Bilder                          | Weiße Mühle oder Mittelmühle Schönfeld  | Schönfeld 104 (Karte)                         |                    | ehem. Weiße Mühle am rechten Ufer der Weißeritz, jetzt Buddhistisches Zentrum |                          |
| Weitere Bilder                          | Biedermannsmühle Hermsdorf              | Hermsdorf/Erzgeb., Talstraße 1 (Karte)        | 1868               | ehem. Mühle am linken Ufer der Weißeritz; Wohnmühlenhaus und Seitengebäude eines Mühlenanwesens; Wohnmühlenhaus Obergeschoss Fachwerk, baugeschichtlich und ortsgeschichtlich von Bedeutung. | 09277965                 |
|                                         | Jacobsmühle Ammelsdorf                  | Ammelsdorf (Karte)                            |                    | ehem. Mühle, genaue Lage unklar |                          |
| Weitere Bilder                          | Körnermühle Ammelsdorf                  | Ammelsdorf 58, 59 (Karte)                     | Ende 19. Jh.       | ehem. Mühle am rechten Ufer der Weißeritz, Mühlenanwesen mit Wohnmühlenhaus (Nr. 59) im Schweizerstil, Scheune, Produktionsgebäude mit Scheunenanbau über Eck, dahinter Turbinenanlage und Transformatorenhaus, mit Mühlgraben sowie Straßenbrücke; technisches Denkmal und ortshistorisch von Bedeutung. | 09277413                 |
|                                         | Brettmühle Ammelsdorf                   | Ammelsdorf (Karte)                            |                    | ehem. Mühle, genaue Lage unklar |                          |
|                                         | Ufermühle oder Wagnermühle Hennersdorf  | Hennersdorf (Karte)                           |                    | ehem. Mühle am rechten Ufer der Weißeritz, benannt nach den Besitzern Heinrich Ufer (1871) bzw. Kurt Wagner (1916), im Stauraum der Talsperre, um 1930 abgerissen, genaue Lage unklar, siehe Infotafel Steinbrückmühle |                          |
| Weitere Bilder                          | Kreherschmiede                          | Hennersdorf (Karte)                           |                    | ehem. Kreherschmiede Steinbrück mit Wasserkraftnutzung am rechten Ufer der Wilden Weißeritz oberhalb der Steinbrücke („Zinnbrücke“), im Stauraum der Talsperre, um 1930 abgerissen, genaue Lage unklar |                          |
|                                         | Steinbrückmühle Hartmannsdorf           | Hartmannsdorf (Karte)                         |                    | ehem. Steinbrückmühle am linken Ufer der Wilden Weißeritz an der Steinbrücke („Zinnbrücke“), im Stauraum der Talsperre, um 1930 abgerissen, genaue Lage unklar |                          |
| Weitere Bilder                          | Lehnmühle Hennersdorf                   | Hennersdorf, Lehnmühler Straße (Karte)        |                    | ehem. Lehnmühle am rechten Ufer der Weißeritz, unterhalb der Talsperre Lehnmühle, die baufälligen Reste 2006 abgetragen, genaue Lage unklar. | Wikidata-Objekt anzeigen |
| Weitere Bilder                          | Röthenbacher Mühle                      | Röthenbach, Weißeritzstraße 59 (Karte)        | 1900               | ehem. Mühle am linken Ufer der Weißeritz; Wohnhaus der ehemaligen Röthenbacher Mühle und romanischer Taufstein (aus der ehem. Nothelferkirche in Reichstädt) im Garten des Grundstücks; einziges erhaltenes Gebäude des Mühlenensembles, exponierte Lage. Die Mahlmühle wurde 1958 und die Sägemühle 1960 abgerissen. Das einzige erhaltene Gebäude nutzt die TU Dresden (Institut für Wasserbau) zu wissenschaftlichen Zwecken. Unterhalb kreuzt der Weg von Röthenbach nach Reichstädt das Weißeritztal. | 08964758                 |
|                                         | Talmühle Beerwalde                      | Beerwalde (Karte)                             |                    | ehem. Talmühle Beerwalde am rechten Ufer der Weißeritz. Zirka einen Kilometer südlich der Beerwalder befindet sich die ehemalige Thalmühle auf der Ostseite der Weißeritz. Sie wurde 1964 abgerissen. Noch sind Reste der Grundmauern sowie der Mühlgräben sichtbar. Der Zugang erfolgt über eine noch gut erhaltene historische Brücke – es dürfte eine der wenigen sein, die das Hochwasser 2002 überlebt haben. |                          |
| Weitere Bilder                          | Beerwalder Mühle                        | Beerwalde, Mühlenstraße (Karte)               |                    | ehem. Beerwalder Mühle am rechten Ufer der Weißeritz. Oberhalb der Straßenquerung zwischen Röthenbach/Pretschendorf und Beerwalde stand einst die Beerwalder Mühle. Sie wurde 1939 abgerissen, von ihr sind kaum noch Spuren erhalten, genaue Lage unklar. |                          |
|                                         | Holzmühle Klingenberg                   | Klingenberg                                   |                    | ehem. Holzmühle: Sie liegt am Grund der Talsperre Klingenberg und wurde nach deren Bau überflutet, genaue Lage unklar. |                          |
| Weitere Bilder                          | Hintermühle Klingenberg                 | Klingenberg, An der Talsperre 8 (Karte)       |                    | ehem. Hintermühle bei Klingenberg am linken Ufer der Weißeritz | Wikidata-Objekt anzeigen |
| Weitere Bilder                          | Vordermühle oder Mahnsmühle Klingenberg | Klingenberg, Zum Weißeritztal 63 (Karte)      |                    | ehem. Mühle; Vordermühle Klingenberg am linken Ufer der Weißeritz | Wikidata-Objekt anzeigen |
| Weitere Bilder                          | Hosenmühle Obercunnersdorf              | Obercunnersdorf, Zur Hosenmühle 1 (Karte)     | 1816 / 1872        | Ehemalige Hosenmühle am rechten Ufer der Weißeritz, jetzt Willfried Mende GmbH, Kunststoffverarbeitung. Wohnmühlenhaus der ehemaligen Hosenmühle; mit Elementen des Schweizerstils, ortshistorische Bedeutung. | 08964878                 |
| Weitere Bilder                          | Winkelmühle Dorfhain                    | Dorfhain, Obercunnersdorfer Straße 12 (Karte) | 1835-1836          | ehem. Mühle am linken Ufer der Weißeritz; Wohnmühlenhaus und Mühlgebäude der ehemaligen Winkelmühle mit Mühlenwappen-Supraporte sowie Resten des Wehrs und des Mühlgrabens; ortshistorische Relevanz. | 08964968                 |
| Weitere Bilder                          | Stübemühle oder Steinmühle Höckendorf   | Höckendorf, Dorfhainer Straße 13 (Karte)      | 1. Hälfte 19. Jh., | ehem. Mühle am rechten Ufer der Weißeritz; Wohnmühlenhaus und Seitengebäude der ehemaligen Stübemühle sowie Bruchstein-Bogenbrücke; Wohnmühlenhaus Obergeschoss Fachwerk, baugeschichtlich und ortsgeschichtlich von Bedeutung. | 08964880                 |
| Weitere Bilder                          | Barthmühle Höckendorf                   | Höckendorf, Dorfhainer Straße 11 (Karte)      | um 1880            | ehem. Mühle am rechten Ufer der Weißeritz; Mühlengebäude der ehemaligen Barthmühle (ohne Anbau); ortsgeschichtlich und technikgeschichtlich von Bedeutung. | 08964924                 |
| Weitere Bilder                          | Niedermühle oder Ochsenmühle Dorfhain   | Dorfhain, An der Miedermühle 117 (Karte)      |                    | ehem. Mühle; Niedermühle oder Ochsenmühle am rechten Ufer der Weißeritz |                          |
| Weitere Bilder                          | Brettmühle oder Schneidemühle Tharandt  | Tharandt, Pienner Straße (Karte)              |                    | ehem. Brettmühle Tharandt, genaue Lage unklar |                          |
| Weitere Bilder                          | Schlossmühle                            | Tharandt, Am Mühlgraben 10 (Karte)            | 1650               | ehem. Mühle am linken Ufer der Weißeritz; Inschrifttafel der ehemaligen Schlossmühle Tharandt. und | 08963538                 |
| Weitere Bilder                          | Pastritzmühle Coßmannsdorf              | Coßmannsdorf (Karte)                          |                    | ehem. Pastritzmühle am linken Ufer der Weißeritz, 1945 zerstört, später abgetragen, genaue Lage unklar. |                          |
| Direkt Bild zu diesem Denkmal hochladen | Backofenmühle Hainsberg                 | Hainsberg, Tharandter Straße (Karte)          | 1838               | ehem. Brett- oder Backofenmühle Hainsberg am linken Ufer der Weißeritz, erbaut 1838, bis 1938 Brettmühle, genaue Lage unklar |                          |

## Liste von Mühlen an der vereinigten Weißeritz
Die Liste ist entsprechend der örtlichen Lage an den Flussläufen von der Quelle zur Mündung gegliedert.
| Bild                                    | Bezeichnung                                                                                          | Lage                                                                | Datierung         | Beschreibung | ID       |
| --------------------------------------- | --- | ------------------------------------------------------------------- | ----------------- | --- | -------- |
| Weitere Bilder                          | Mehnertmühle (Hainsberg)                                                                             | Hainsberg, Rabenauer Straße 19 (Karte)                              | 1348              | ehem. Mühle am rechten Ufer der Weißeritz; Mehnertmühle und Brotfabrik im Besitz der Familie Mehnert von 1856 bis 1951. Die Mehnertmühle ist die älteste Mühle von Hainsberg, sie war fast 600 Jahre in Betrieb. Ab 1919 Brotfabrik, 1945 stillgelegt. Nach 1945 wurde das Gebäude von der IHK Pirna genutzt. |          |
| Weitere Bilder                          | Papierfabrik Freital; Thodesche Papierfabrik                                                         | Hainsberg, Dresdner Straße 321 (Karte)                              | 1864              | Thodesche Papierfabrik Hainsberg, benannt nach dem Besitzer Gerhardt Friedrich Thode (1794–1848), urspr. Nutzung der Wasserkraft, aber keine Mühle. Zwei Produktionsgebäude parallel zur Weißeritz und das im Schweizerstil aufgeführte Wohnhaus für Betriebsangehörige als Reste der ehemaligen Papierfabrik; wichtige Zeugnisse der Freitaler Industrie und im Kontext mit der Römerschen Rotgarn-Färberei und dem späteren Schmelztiegelwerk industriegeschichtlich und städtebaulich von Bedeutung.                                                                                              | 08963904 |
| Weitere Bilder                          | Egermühle oder Deubener Mühle                                                                        | Freital- Deuben, Mühlenstraße 10; 12 (Karte)                        | 1893              | ehem. Mühle am rechten Ufer der Weißeritz, benannt nach dem Besitzer Heinrich Richard Eger; Gebäudeensemble der früheren Egermühle am Deubener Weißeritzmühlgraben; architektonisch wertvoll, städtebauliche und geschichtliche Bedeutung. Bedeutender Industriemühlenkomplex an einem seit dem 15. Jahrhundert bekannten Standort mit hofartiger Anordnung, Gestaltung in unterschiedlicher historisierender Formensprache, jetzt Wohnhaus. | 08963895 |
| Weitere Bilder                          | Lederfabrik Sohre; Lederfabrik F. G. Sohre AG                                                        | Freital-Deuben, Poisentalstraße 21 (Karte)                          | 1894              | ehem. Mühle am Deubener Weißeritzmühlgraben, ab 1893 Lederfabrik der Gebrüder Karl Oswald Sohre (1854–1914) und Heinrich Reinhold Sohre (1852–1912), später Lederfabrik F. G. Sohre AG, ursprünglich unter Denkmalschutz, 2019 abgerissen, jetzt Mühlenpark. | 08963894 |
| Direkt Bild zu diesem Denkmal hochladen | Böhmert-Mühle (Deuben)                                                                               | Freital-Deuben (Karte)                                              |                   | ehem. Böhmertmühle am Deubener Weißeritzmühlgraben, benannt nach dem Besitzer Johann Traugott Böhmert, der die Mühle 1833 bis 1841 errichten ließ, der Mühlenbetrieb wurde 1900 eingestellt, genaue Lage unklar |          |
|                                         | Rote Mühle Döhlen                                                                                    | Freital- Döhlen (Karte)                                             |                   | ehem. Rote Mühle Döhlen, ab 1773 im Besitz von Alexander Christoph von Schönberg (1724–1801), 1937 abgerissen, genaue Lage unklar |          |
| Direkt Bild zu diesem Denkmal hochladen | Winkelmühle (Döhlen)                                                                                 | Freital-Döhlen (Karte)                                              |                   | ehem. Winkelmühle, Rittergutsmühle, genaue Lage unklar |          |
| Weitere Bilder                          | Obermühle Potschappel                                                                                | Freital-Potschappel, Dresdner Straße (Karte)                        |                   | ehem. Obermühle am linken Ufer der Weißeritz, ab 1888 im Besitz der Firma Weichhold & Lochmann, 2002 abgebrochen, genaue Lage unklar |          |
| Weitere Bilder                          | Hofmühle oder Untermühle Potschappel                                                                 | Freital-Potschappel, Dresdner Straße (Karte)                        |                   | ehem. Potschappler Mühle am linken Ufer der Weißeritz. Landesherrliche Wassermühle seit 1465; Modernisierung 1860 zur Handelsmühle mit Hartguss- und Porzellanwalzen, später im Besitz der Firma Weichhold & Lochmann |          |
|                                         | Eisenhammer Dölzschen; später König-Friedrich-August-Hütte                                           | Dresden-Dölzschen (Karte)                                           | 1795              | Eisenhammer, aus einem Hammerwerk hervorgegangen, das der Hammerschmied Johann Gottfried Ulbricht 1795 in Betrieb nahm (mit Schlussstein „JGU 1795“ über dem Portal der Hüttenschänke), ab 1827 im Besitz von Carl Friedrich August Dathe von Burgk (1791–1872), später König-Friedrich-August-Hütte, nur Nutzung der Wasserkraft, aber keine Mühle. Ehem. Hüttenschänke unter Denkmalschutz. | 09210560 |
| Weitere Bilder                          | Pulvermühle Coschütz; Kommiß- und Garnisonsmühle; Weizenmühle der König-Friedrich-August-Mühlenwerke | Dresden- Coschütz, Heidenschanze 3 (Karte)                          | 1903-1905         | ehem. Pulver- oder Weizenmühle Coschütz, auch als Kupferhammer, Garnisonsmühle oder Kommißmühle bezeichnet. Mühlengebäude mit Siloturm; Mühlenstandort seit 1770, 1885 Bau einer Großmühle, betrieben von der sächsischen Armee, 1903 Übernahme durch die Gebrüder Braune (König-Friedrich-August-Mühle) und Verbindung mit der benachbarten Großbäckerei, 1917 Bau des weithin sichtbaren Siloturms, Anlage von ortsgeschichtlicher, technikgeschichtlicher und städtebaulicher Bedeutung. | 09211926 |
| Weitere Bilder                          | Neumühle Dölzschen; Mühle und Brotfabrik Gebrüder Braune, König-Friedrich-August-Mühle               | Dresden-Dölzschen, Tharandter Straße 117a; 117b; 117c; 117d (Karte) | 1889              | ehem. Neumühle, seit 1844 im Besitz von Gottfried Braune, daher auch als Braunesche Weizenmühle oder Braunesche Brotfabrik bezeichnet. Seine Söhne vereinigen diese Mühle 1903 mit der Weizenmühle Coschütz zur König-Friedrich-August-Mühle, später auch als König-Friedrich-August-Mühlenwerke AG. Erweiterungsbauten 1899/1900 durch Baumeister Ferdinand Fichtner sowie Neubau 1917/18 des östlichen Teils durch die Firma Wayss & Freytag in moderner Stahlbetonkonstruktion (Architekt: Hermann Viehweger), nach 1945 Konsum-Backwarenbetrieb, nach 1990 ruinös, ab 2016 Umbau zur Wohnanlage. | 09304893 |
| Weitere Bilder                          | Alte und Neue Königsmühle Dölzschen                                                                  | Dresden-Dölzschen, Tharandter Straße 105; 109 (Karte)               | 1878              | ehem. Mühle; Alte und Neue Königsmühle, jetzt zu Apartments umgebaut. Wohn-, Verwaltungs- und Mühlengebäude von 1858, Mühlengebäude von 1878 sowie Lagergebäude um 1890; Komplex der einstigen Dampfmühlen-Aktiengesellschaft zu Dresden, jüngeres Mühlengebäude mit markanter Klinkerfassade, baugeschichtlich und industriegeschichtlich bedeutend. | 09210563 |
|                                         | Buschmühle                                                                                           | Dresden-Dölzschen                                                   |                   | ehem. Mühle; Buschmühle (Coschütz), auch als Schweizer- oder Grundmühle im Plauenschen Grund bezeichnet, 1857 beim Bau der Felsenkeller-Brauerei abgerissen, genaue Lage unklar |          |
| Weitere Bilder                          | Bienertmühle oder Hofmühle Plauen                                                                    | Dresden-Plauen, Altplauen 11-27 (Karte)                             | 2. Hälfte 19. Jh. | ehem. Bienertmühle Plauen. Sachgesamtheit mit folgenden Einzeldenkmalen: Mühlenkomplex mit Maschinenhaus, Turbinenraum, Kesselhaus, Weizenmühle, Roggenmühle, Mehlspeicher sowie zahlreichen Gebäuden. | 09306682 |
|                                         | Tuch-Walkmühle Plauen                                                                                | Dresden- Plauen, Hofmühlenstraße (Karte)                            |                   | ehem. Tuch-Walkmühle und Furnierschneidemühle, am Hofmühlengraben, 1898 abgerissen, genaue Lage unklar |          |

## Liste von Mühlen am ehemaligen Weißeritzmühlgraben in Dresden
Die Liste ist entsprechend der örtlichen Lage am Mühlgraben bis zur Mündung in die Elbe gegliedert.
| Bild                                    | Bezeichnung                                                                                      | Lage                                              | Datierung | Beschreibung | ID |
| --------------------------------------- | ------------------------------------------------------------------------------------------------ | ------------------------------------------------- | --------- | --- | -- |
|                                         | Walkmühle Dresden                                                                                | Dresden, Fabrikstraße (Karte)                     |           | ehem. Walkmühle, um 1550/60 erbaut, später Kistenfabrik und Sägewerk Richard Hentschel, 1934 abgebrochen |    |
|                                         | Spiegelschleife Plauen                                                                           | Dresden-Löbtau, Am Weißeritzmühlgraben 14 (Karte) |           | ehem. Mühle; Spiegelschleife am Weißeritzmühlgraben, um 1700 als Eisenhammer erbaut, ab 1712 Schleif- und Poliermühle, von 1887 bis 1945 Schokoladenfabrik Lippold, nach der Zerstörung von 1945 abgebrochen. |    |
|                                         | Alte Pulvermühle Dresden                                                                         | Dresden-Löbtau (Karte)                            |           | ehem. Pulvermühle, am Weißeritzmühlgraben, 1576 erbaut von Paul Buchner, mehrmals explodiert, 1875 stillgelegt, später Getreidemahlmühle. |    |
|                                         | Kanonenbohrwerk Dresden                                                                          | Dresden (Karte)                                   |           | ehem. Kanonenbohrwerk Dresden, am Weißeritzmühlgraben, 1554 als Kupferhammer, ab 1765 als Bohrwerk betrieben. |    |
| Direkt Bild zu diesem Denkmal hochladen | weitere Mühlenstandorte am ehemaligen Weißeritzmühlgraben in Dresden bis zur Mündung in die Elbe | Dresden                                           |           | Im Stadtgebiet von Dresden gab es zahlreiche Mühlen und Fabrikanlagen am Weißeritzmühlgraben, die um 1900 im Rahmen der Stadterneuerung abgerissen wurden oder 1937 endgültig stillgelegt wurden, u. a. - Würzmühle - Polier- und Schleifmühle, 1550/76 erbaut, 1895 abgebrochen - Kunadmühle, um 1500 als Getreidemahlmühle erbaut, 1895 abgebrochen - Papiermühle, Papiermühlengasse, vor 1493 erbaut, bis 1914 in Betrieb - Poppitzer Mühle oder Tabakmühle, seit 1766 in Betrieb, 1865 abgebrannt - Hofmühle (Beisertmühle), um 1400 als Getreidemahlmühle, 1937 stillgelegt - Bäckermühle (Beisertmühle), 1455 als Getreidemahlmühle, 1937 stillgelegt - Dammmühle, als Getreidemahlmühle betrieben, 1874 abgebrochen - Silberhammer (Münze), 1622 zur Münzprägung genutzt, 1898 abgebrochen - Nudelmühle, 1773 erbaut, 1912 abgebrochen - Tabakmühle, vor 1774 erbaut, um 1800 abgebrochen - Schmelzmühle, 1606 erbaut, 1899 abgebrochen - Schleifmühle, um 1623 als Eisenhammer erbaut, später Glashütte und Schleifmühle, 1862 abgebrochen |    |

## Ausführliche Denkmaltexte
1. ↑  
Egermühle Freital 

Im Jahr 1465 erstmals urkundlich erwähnt, 1846 Kauf durch Karl Friedrich August Freiherr Dathe von Burgk, 1855 Mahlmühle und Ölmühle stillgelegt und dafür eine Schneidemühle und Knochenstampfe errichtet, 1876 Kauf durch Heinrich Richard Eger und Umbau zur Handelsmühle. 1893 wurde das neue fünfstöckige Gebäude der Weizenmühle errichtet. Die mühlentechnische Einrichtung lieferte die Mühlenbaufirma Gebr. Seck in Dresden. Die architektonische Gestaltung der heutigen Anlage mit Roggenmühle und Verwaltungsgebäude erfolgte von 1904–1916 durch den Architekten Martin Dülfer. Die Gebäudegruppe ist architektur- und technikhistorisch bedeutend, sie ist eine der städtebaulichen und ortsbildprägenden Kernbauten Freitals. Der Komplex wurde nach 2000 umfassend denkmalgerecht saniert und wird jetzt zu Wohnzwecken genutzt.
2. ↑  
Neumühle Dölzschen

Bäckerei; aus drei Teilen bestehender Fabrikkomplex einer Großbäckerei, dominiert von Treppenhausturm einschließlich Uhrerker und gestalterisch hervorgehobenem Eingang, im Inneren Säle mit gusseisernen Säulen, zwei Hallen, darin mehrere Backöfen der Firma Arthur Rüger Zittau erhalten, östlicher Teil mit bemerkenswerter Dachkonstruktion aus Stahlbeton-Rahmenbindern, Anlage baugeschichtlich und ortsgeschichtlich von Bedeutung. Von Belang für die Geschichte der König-Friedrich-August-Mühlenwerke AG war auch die Errichtung des Silos an der Weizenmühle im Jahr 1918 durch die bekannte Mühlenbauanstalt Seck aus Dresden. Mühle und Siloturm wurden Anfang der 1990er Jahre als Kulturdenkmal erfasst. Auch der hier beschrieben Bäckereikomplex erfüllt die erforderlichen Kriterien der Denkmaleigenschaft. Als Brotfabrik der Gebrüder Braune gehörte er zu einem der bedeutendsten Unternehmen seiner Art in und um Dresden. Der 1918-1919 errichtete Anbau mit aufragendem Treppenhausturm und moderner Halle ist zudem als Industriearchitektur bemerkenswert. Er ist nicht nur mit dem Namen eines bekannten Dresdner Architekten, sondern auch mit dem Namen einer Firma verbunden, die zu den Neuerern auf dem Gebiet des Eisen- und Stahlbetonbaus nach 1900 gehörten, was vor allem an der Konstruktion der Halle und des Dachs über dieser deutlich wird. Die in expressionistischer Formensprache gehaltene Dachkonstruktion mit elegant nach oben und unten verjüngten Stahlbeton-Rahmenbindern erinnert an das Innere der 1921-1923 von Erich Mendelsohn geschaffenen Hutfabrik in Luckenwalde, einem Leitbau der deutschen Industriearchitektur. Das hier zu beurteilende Objekt ist somit orts- und baugeschichtlich bedeutend.
3. ↑  
Bienertmühle Plauen

Sachgesamtheit mit folgenden Einzeldenkmalen: Mühlenkomplex mit Maschinenhaus, Turbinenraum, Weizenmühle, Getreidereinigung, Kesselhaus, Getreidewäscherei, Roggenmühle, Mehlspeicher, Raffinerie, Bäckerei, Verkaufs-, Wohn- und Betriebsgebäude, Schornstein sowie Gebäuden östlich der Gleisanlage (Nr. 11, 13, 15), dazu Fabrikantenvilla, Wasserhaus sowie parkähnlicher Villengarten einschließlich Mühlgraben, Brücke, massivem grottenartigem Bau mit Terrasse/Pergola im Hangbereich sowie »Riesenwehr« aus eigentlichem Überfallwehr, mit Mauer versehenem Mühlentechnik nur noch in Teilen erhalten, gesamte Anlage von Belang für das Ortsbild, lange Zeit die wichtigste Mahlmühle von Dresden und Umgebung, vom bedeutendsten Plauener Industriellen und Mäzen Gottlieb Traugott Bienert zwischen 1852 und 1883 zu einer der innovativsten und produktivsten Anlagen ihrer Art in Sachsen ausgebaut, baugeschichtlich, ortsgeschichtlich, industriegeschichtlich und  personengeschichtlich sowie in Teilen künstlerisch bedeutend.